# Oliver F. Atkins
Oliver F. Atkins (n. 18 februarie 1917, Boston, Massachusetts, SUA – d. 24 ianuarie 1977, Washington⁠(d), Virginia, SUA) a fost un fotograf american care a lucrat pentru revista The Saturday Evening Post și ca fotograf personal al președintelui Richard Nixon.

## Viața timpurie și cariera
Atkins s-a născut în 1917 în Hyde Park, Massachusetts, și a crescut în New York. S-a mutat la Universitatea din Alabama pentru a-și obține licența în jurnalism, pe care a absolvit-o în 1938. A lucrat la Birmingham Post⁠(d), unde a avansat rapid, devenind fotograf șef al ziarului. În 1940 a părăsit Alabama pentru a se alătura redacției ziarului The Washington Daily News⁠(d).

## Al Doilea Război Mondial
În 1942, după ce Statele Unite au intrat în Al Doilea Război Mondial, Oliver F. Atkins a început să scrie rapoarte pentru Crucea Roșie Americană. În această calitate, el a acoperit campanii importante, precum campania africană, invazia Siciliei, invazia capetelor de pod din sudul Italiei, precum și invaziile aliate din sudul Franței și din Germania.

## Postbelic
Când s-a terminat războiul, a fost fotograf pentru The Saturday Evening Post, pentru care a călătorit prin lume, fotografiend personalități istorice precum Josip Broz Tito, Charles de Gaulle și Gamal Abdel Nasser .

### Lucrează cu Nixon

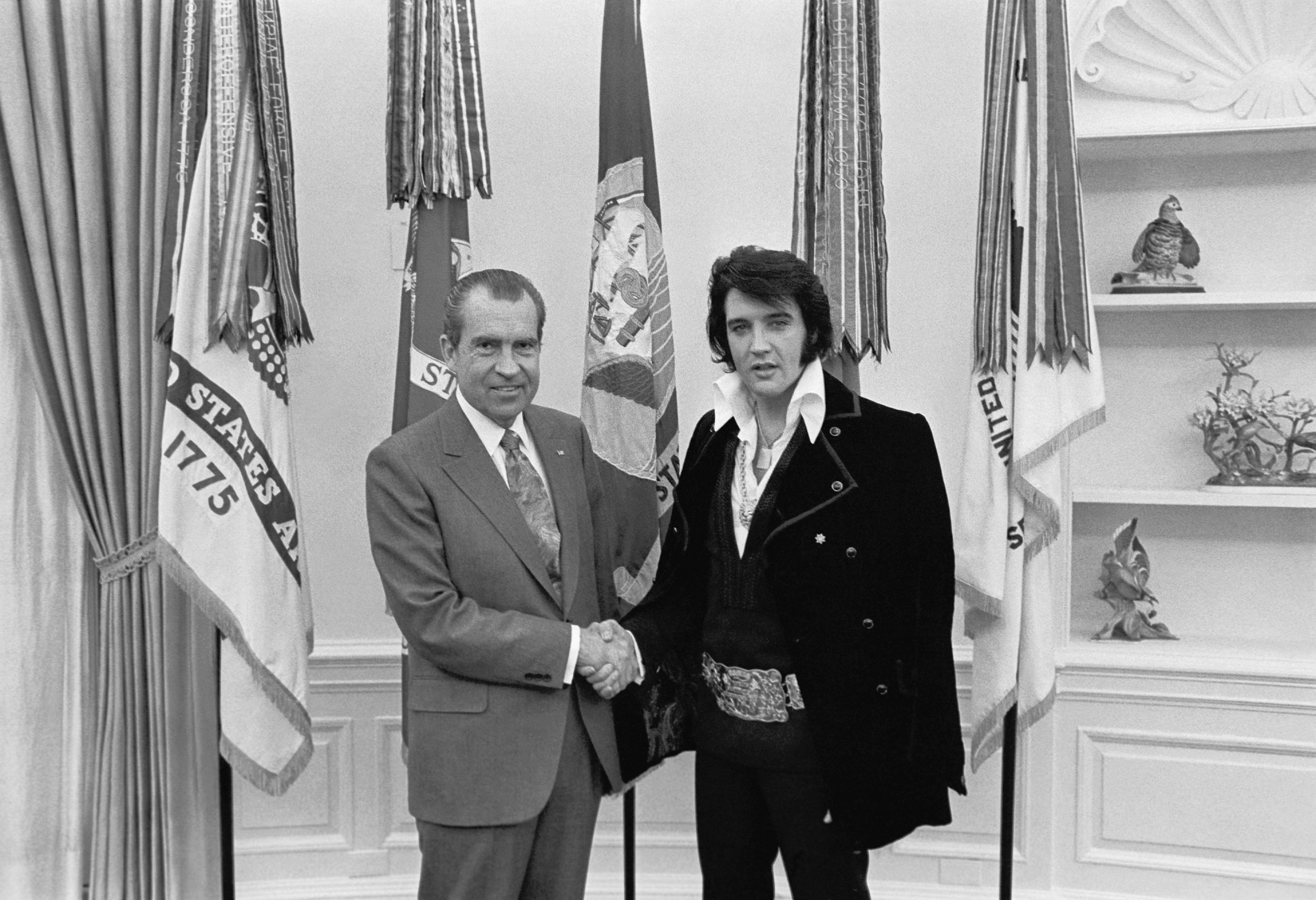
Nixon și Elvis în Biroul Oval, 1970

Când Nixon a început campania electorală pentru președinție în 1968, a devenit fotograful personal al lui Nixon, urmându-l pe parcursul campaniei electorale. Când Nixon a fost ales, s-a alăturat personalului Casei Albe ca fotograf oficial. În acea poziție, el a făcut fotografii cu președintele alături de numeroși șefi de stat și celebrități. O întâlnire secretă între Nixon și Elvis Presley este cel mai solicitat film al lui Atkins. Atât Elvis, cât și Nixon au vrut să păstreze secretă întâlnirea, deoarece audiența lui Nixon scădea, iar Elvis plănuia o revenire în forță; niciunul dintre fanii lor nu ar fi înțeles o întâlnire între cei doi.  Imaginea este acum una dintre cele mai solicitate imagini din cadrul Arhivelor Naționale și Administrației Înregistrărilor, fiind mai populară decât Declarația Drepturilor sau Constituția Statelor Unite.
În timp ce îl servea pe Nixon, Atkins a fost membru al Asociației Naționale a Fotografilor de Presă . În timp ce era membru al Asociației, a fost președintele Comitetului pentru Libertatea Informației. După ce a lucrat cu Nixon în 1974, Atkins s-a alăturat editurii 's Saturday Evening Post, Curtis Publishing Company din Indianapolis, devenind vicepreședinte al acesteia.
Atkins a primit mai multe premii ca recunoaștere a muncii și carierei sale, inclusiv Marele Premiu al Asociației Fotografilor de Știri din Casa Albă, Premiul Graflex All American Photo Contest pentru Portrete și Premiul Personalităților Asociației Naționale a Fotografilor de Presă.

## Moartea și moștenirea
Atkins a murit de cancer la domiciliul său din Washington, Virginia la vârsta de 59 de ani. Colecțiile și Arhivele Speciale ale Universității George Mason includ aproximativ 60.000 de fotografii ale sale.

### Fotografii notabile

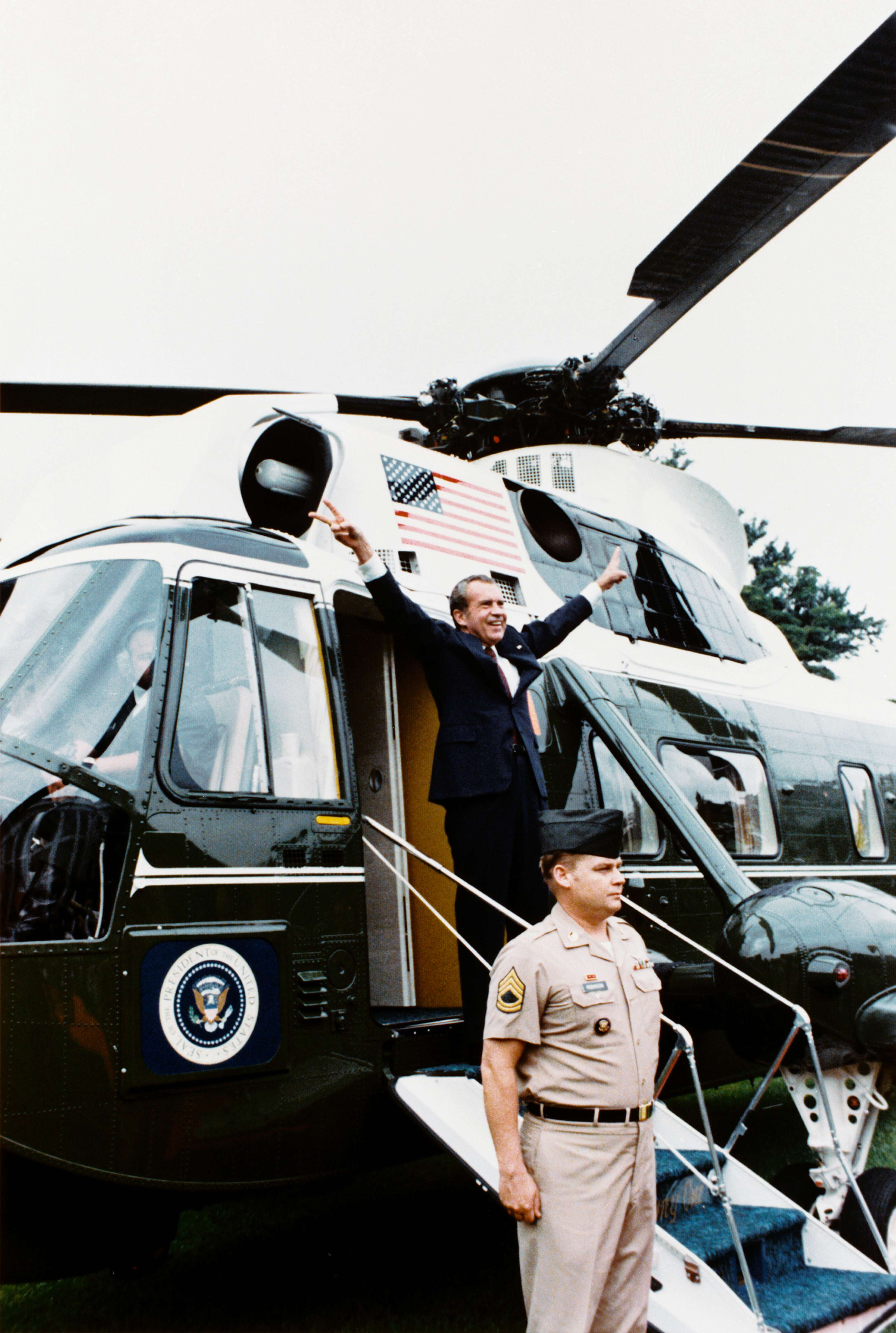
Gestul de rămas bun al lui Richard Nixon după demisia sa
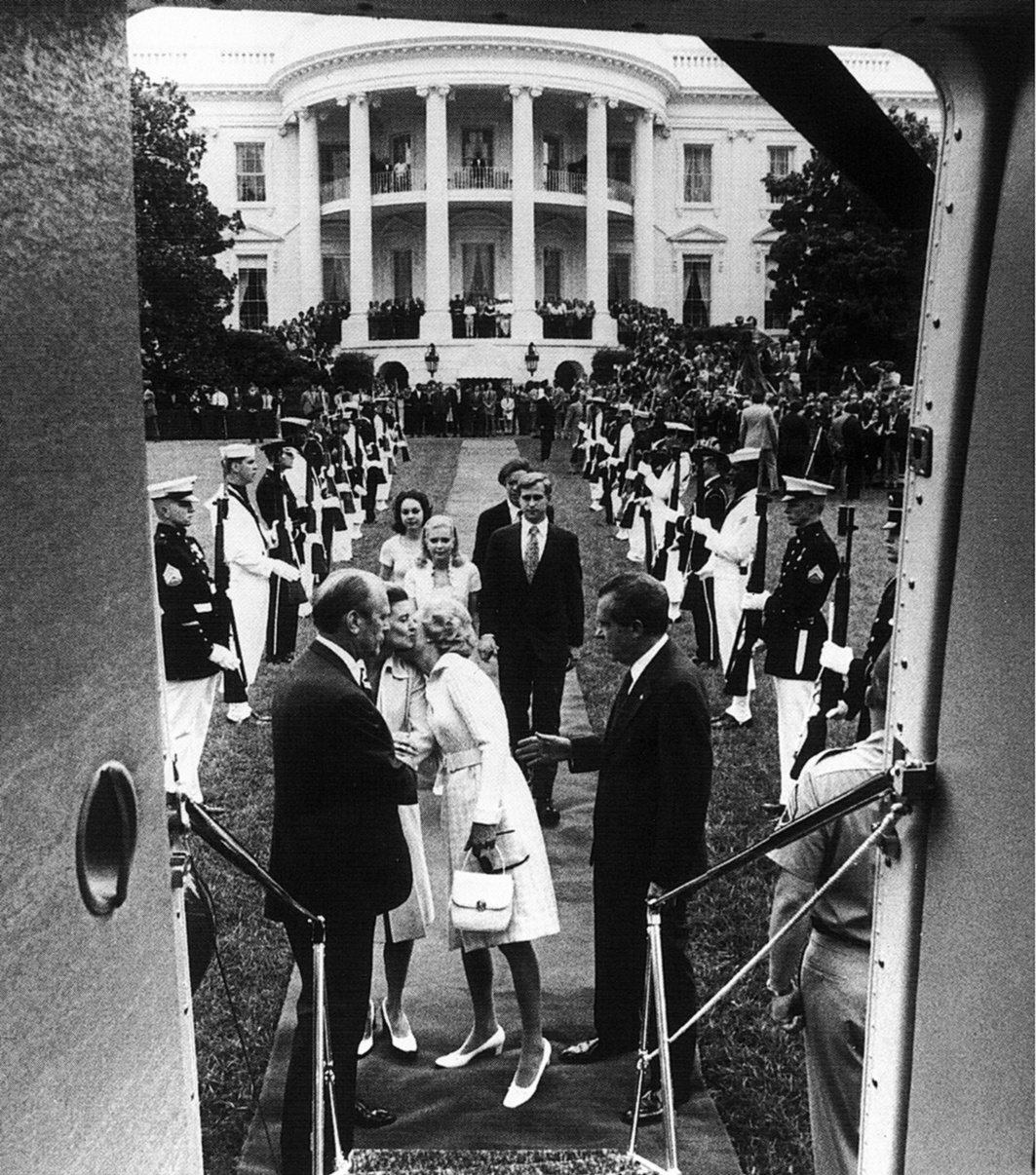
Nixon părăsește Casa Albă
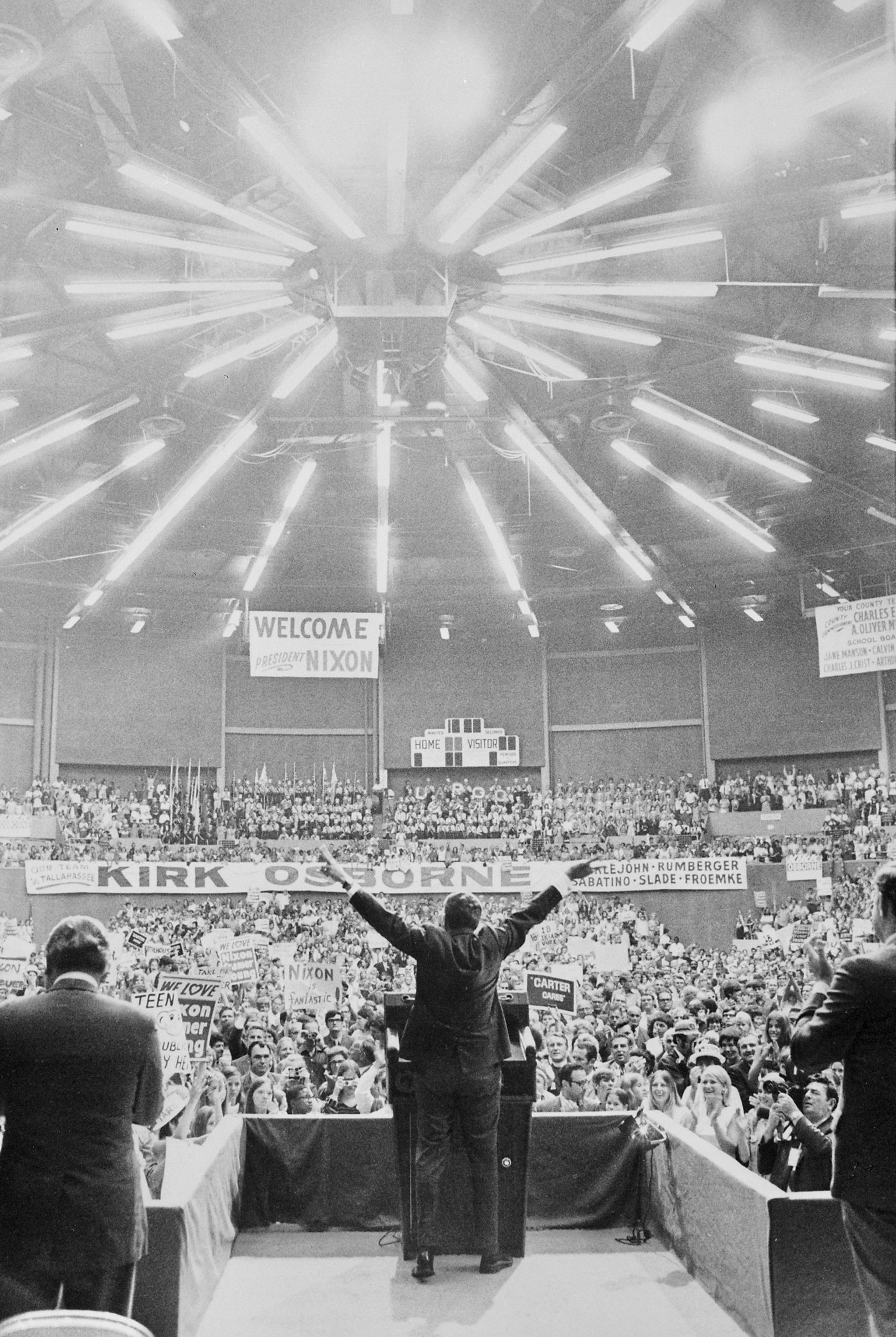
Nixon vorbind în fața unei mulțimi în Florida
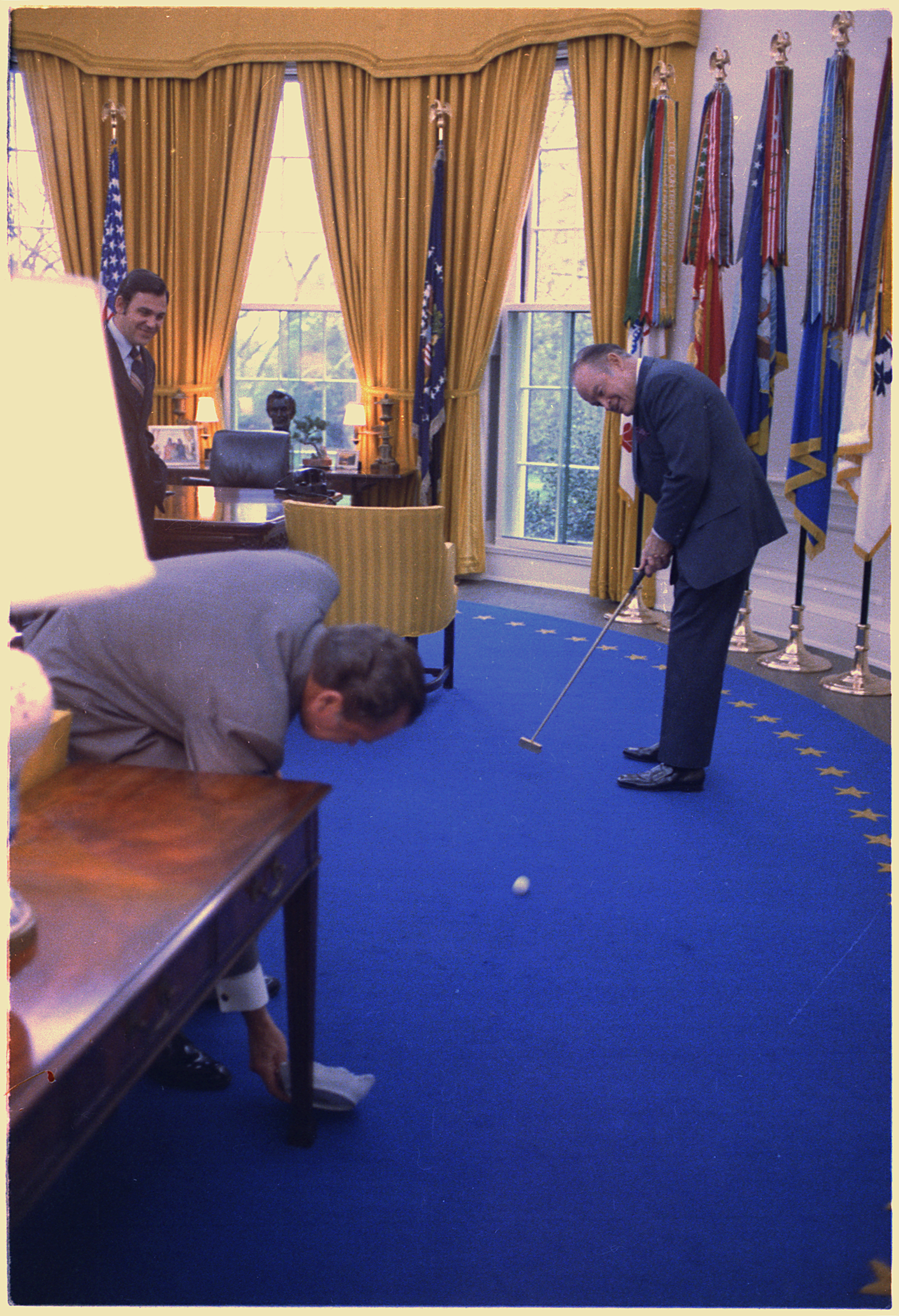
Bob Hope trimițând o minge de golf într-o scrumieră ținută de președintele Nixon
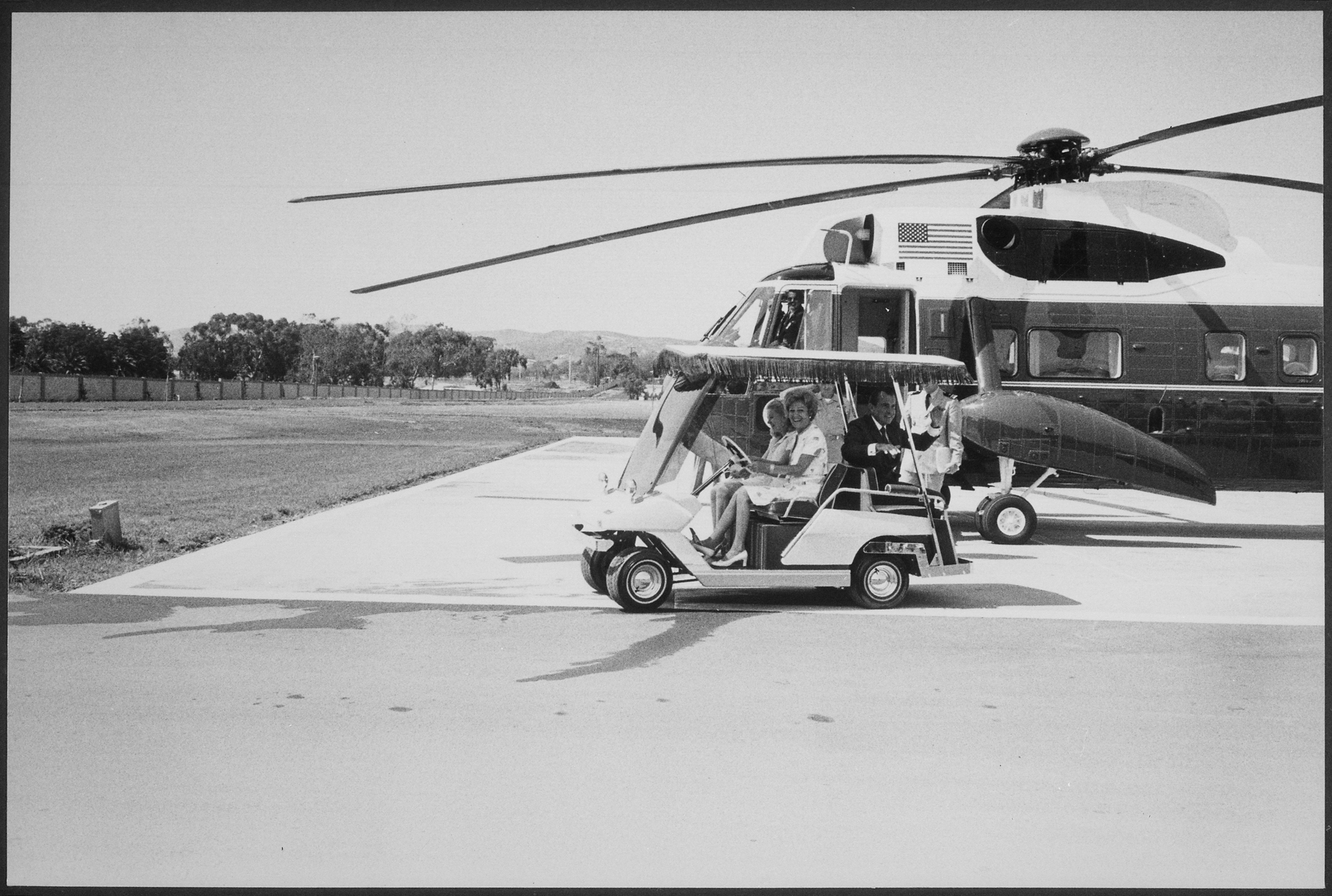
Președintele, doamna Nixon și Tricia Nixon, într-o mașinuță de golf